# 南非國防軍

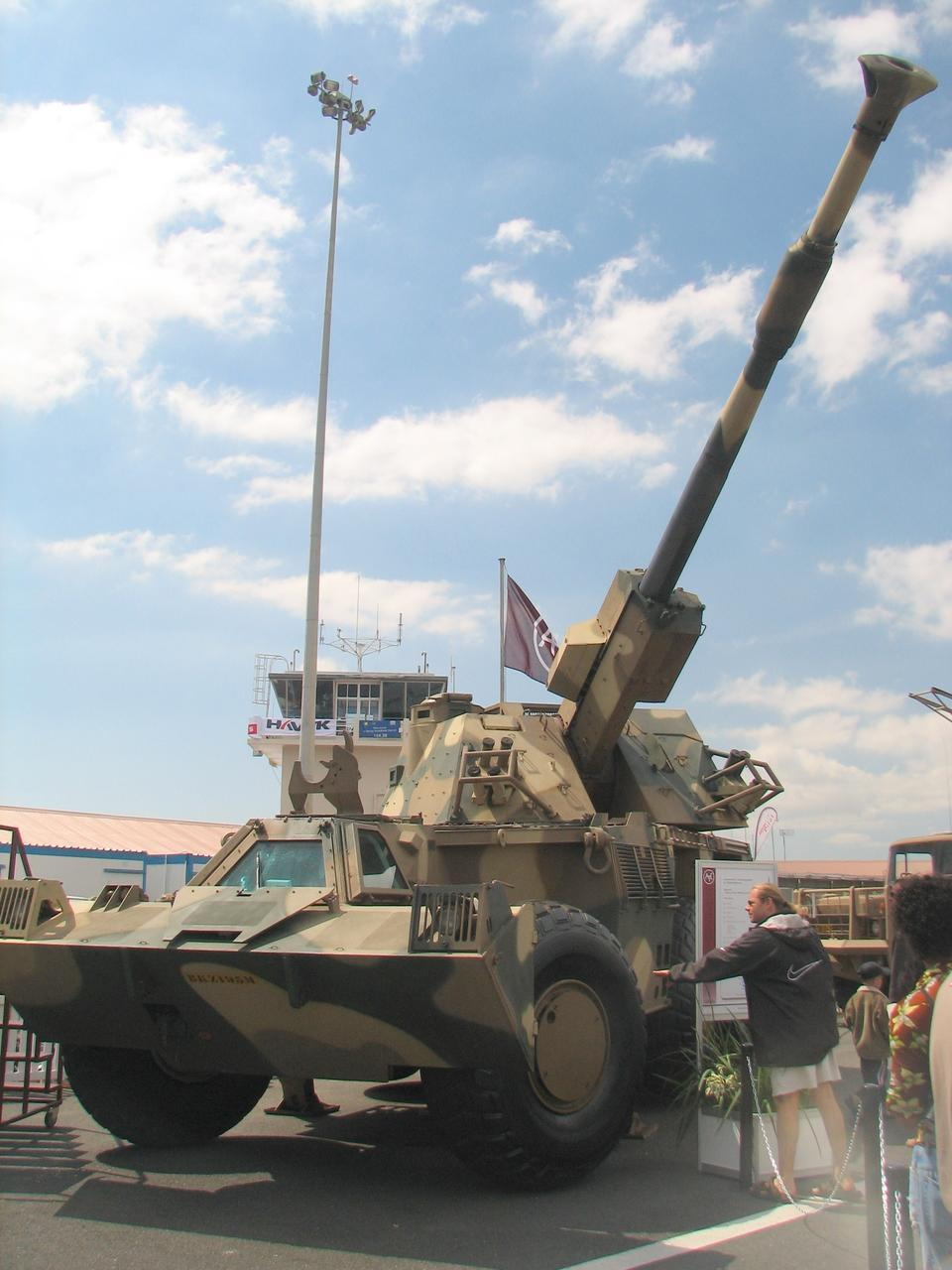
南非設計和製造的自走砲

南非國防軍（簡稱為SANDF）是南非的軍隊。南非國防軍指揮官由南非總統從其中一個部隊中任命，其亦須向國防部的國防與退伍軍人部長負責。
現今的南非國防軍於1994年種族隔離結束後第一次全國大選以及通過新憲法後建軍。其取代了實施種族隔離時以白人為主的南非防衛軍，並與民族之矛游擊隊整合。

## 歷史
南非國防軍是整合自南非防衛軍及一些民間的武裝力量，例如政黨非洲人國民大會的游擊部隊民族之矛和一些地方武力。截至2004年，南非國防軍上述的整合過程被認為是成功的，而且人員和結構也很完整；然而，近年來由於財政緊縮，整合引致的問題逐漸浮現，令戰鬥力下降。1999年，南非政府使用四百八十億美元購買武器裝備，收購護衛艦、潛艇、輕型多用途直升機、殲擊教練機以及輕型戰機。

## 結構
南非國防軍隸屬於南非國防部，下有四個武裝部隊，包括南非軍隊衛生服務、南非陸軍、南非海軍以及南非空軍（不包括南非特種部隊）。

## 任務
南非國防軍負責國內多項保安任務，例如維護邊境安全、救災、確保大型體育賽事的安全（如2013年非洲國家盃）。

## 資料來源
1. 1 2  . South African Government. 1993  [2008-06-23]. （原始内容存档于2008-06-12）.
2. ↑  L B van Stade. . Institute for Security Studies. 1997  [2008-06-23]. （原始内容存档于2016-03-16）.
3. 1 2   (PDF).   [2014-10-21]. （原始内容 (PDF)存档于2013-08-01）.
4. ↑  U.S. Embassy The Hague, 05THEHAGUE2973 Netherlands/Africa: DASD Whelan's visit to The Hague （页面存档备份，存于）, 2005
5. ↑  Buthelezi, Mangosuthu. . Ifp.org.za. Inkatha Freedom Party. 22 November 2007  [2008-11-13]. （原始内容存档于2008-12-03）.
6. ↑  Bright hopes betrayed （页面存档备份，存于） Mail & Guardian
7. ↑   (PDF).   [2014-07-07]. （原始内容存档 (PDF)于2013-12-30）.
8. 1 2   (PDF).   [2014-07-07]. （原始内容 (PDF)存档于2014-07-14）.
9. ↑  .   [22 January 2013]. （原始内容存档于2012-12-19）.